# 馬其頓王國政府

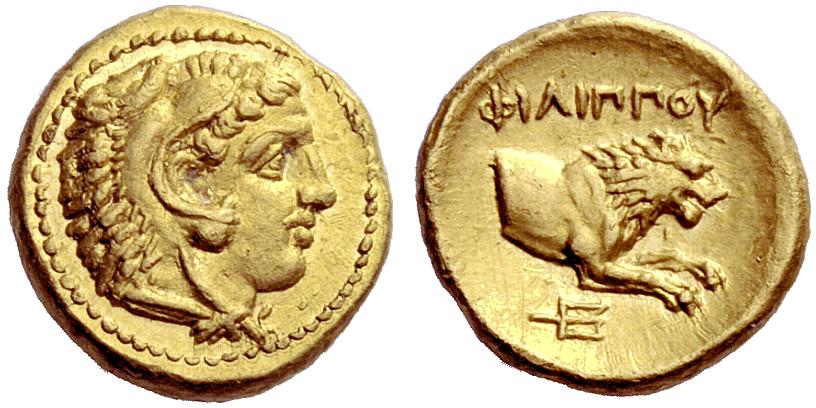
腓力二世的一枚「半斯塔特」金幣，由佩拉造幣廠發行，錢幣正面為年輕海克力斯戴著涅墨亞獅子皮的頭像，背面為獅子前半身

馬其頓王國政府最早由阿吉德王朝馬其頓諸王在希臘古風時期（前8—前5世紀）某一刻成立，並於希臘古典時期（前480年—前336年）大致成形，然而因為史料記載缺乏，對於腓力二世（前359年—前336年）即位以前的馬其頓政府機制起源所知甚少。馬其頓王國政府在亞歷山大大帝繼業者手中持續發展，延續到希臘化時期（前336年—前146年）的安提帕特王朝、安提柯王朝為止。最終於羅馬共和國在第三次馬其頓戰爭中取得勝利並於前168年將馬其頓國王珀爾修斯軟禁後，馬其頓君主制被廢除，取而代之的是四個羅馬附庸的共和國。然而，馬其頓王位宣稱者安德里斯庫斯在前150—148年短暫重建君主制，但很快地羅馬在第四次馬其頓戰爭中取得勝利而再度廢除，之后馬其頓成為羅馬的馬其頓行省。
目前尚不清楚古代馬其頓政府是否有編訂正式的憲法來規定律法、組織之間的權力劃分，儘管有一些間接證據可來說明這一點。國王巴西琉斯是整個王國的國家元首，由他的貴族夥友或王家好友、政務官等人協助治理國家。國王同時是最高司法裁判人，但我們對馬其頓王國司法機構了解很少。國王也被預期要擔任國家的大祭司，需運用他的財富來贊助各種宗教信仰。馬其頓國王掌控國內的自然資源收入，如礦場採來的黃金和山林伐來的木材，金、銀、銅幣的造幣權則由中央政府和地方政府共享。
馬其頓國王最重要的責任是擔任馬其頓武裝部隊的總指揮，國王通常親自率軍作戰。倖存的史料文字顯示，在涉及王位繼承等事務上如果王國沒有明確王位繼承人，馬其頓王國軍隊有選擇王位人選的權力，因此軍隊在某種程度上具有公民大會的功能，這是馬其頓共同體（含義類同今日的commonwealth）境內屈指可數的一種民主機制表現。憑藉馬其頓的採礦和稅收收入，馬其頓國王負責為軍隊提供資金，其中包括海軍的成立與建設，如腓力二世建立海軍或安提柯時期擴大了海軍規模。

## 來源和史料脈絡

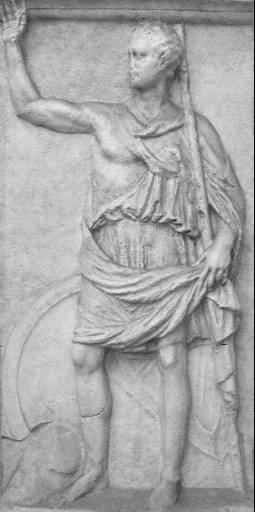
波利比烏斯的石碑，上頭刻有浮雕裝飾。前2世紀希臘化時期藝術，今收藏於羅馬文明博物館

可知古代馬其頓最早的政府型態，就已經是君主制政權了，該政體持續至前167年被羅馬人廢除。關於腓力二世統治前的馬其頓政府機構，文字描述相當稀少，且來源非馬其頓人所述。關於馬其頓早期的歷史，主要來自希羅多德、修昔底德、西西里的狄奧多羅斯和查士丁的著作，腓力二世同時代的作家有狄摩西尼，僅管他對馬其頓王國報有敵意且描述經常不太可靠。此外還有亞里斯多德，他曾在馬其頓居住過，對於當地管理機構提供簡要的介紹。波利比烏斯是另一位在當代書寫過有關馬其頓歷史的作家，而後來的歷史學家還有李維、庫爾提烏斯、普魯塔克和阿里安等，這些歷史學家的著作證實了馬其頓的世襲君主制和一些基本制度，但尚不清楚馬其頓政府是否有既定憲法。關於亞歷山大大帝時期的馬其頓軍隊組織，主要文本來源包括阿里安、庫爾提烏斯、狄奧多羅斯和普魯塔克的著作，而現代歷史學者們主要依靠波利比烏斯和李維的描述，來了解安提柯王朝時期軍隊的組織細節。

## 馬其頓共同體
馬其頓各邦和馬其頓城市組成馬其頓人的「科伊農」或稱馬其頓共同體、馬其頓同盟。「科伊農」一詞在希臘文中有較廣泛的含意，可泛指群體、社會、或者國家等含意，原意有共同利益的意思，在政治上接近今日commonwealth之意，即「共同體」。在古希臘歷史中，各邦所組成的「科伊農」在中文界可被翻譯成同盟或者是「聯邦」，如亞該亞同盟、伊庇魯斯同盟、埃托利亞同盟等。馬其頓共同體其一開始為馬其頓王室所主導，到了羅馬於前168年廢除君主制後，其民主共和制的馬其頓共同體仍存在於羅馬帝國境內。

### 行政區
根據李維和西西里的狄奧多羅斯等人的記載，羅馬人廢除馬其頓君主制後，於前167年把馬其頓分為四個地區聯邦（merides）。然而透過錢幣學的研究，學者們認為這四個地區其實早在安提柯王朝時期就已被劃為行政區了，甚至學者哈佐普洛斯（Hatzopoulos）認為很可能早在腓力二世就已出現雛型，是受到色薩利共同體四邦制度影響。這四個行政區中，第一個邦為於斯特魯馬河以西的區域，以安菲波利斯為首府。接著是安菲克西提斯邦，該邦為阿克西歐河以西到斯特魯馬河以東的地區，以塞薩洛尼基為地方首府。接著是波提亞邦，該邦為阿克西歐河以東包含皮埃里亞、厄瑪西亞的地區，以佩拉為行政首府。最後是由上馬其頓的林塞斯蒂斯、奧勒提斯、厄利苗提斯地區所組成，可能以培拉貢尼亞的赫拉克利亞城為當地首府。馬其頓王國中央政府透過劃分四邦來管理其下地方政府和該區域徵兵、軍事等事項。

## 政治體系

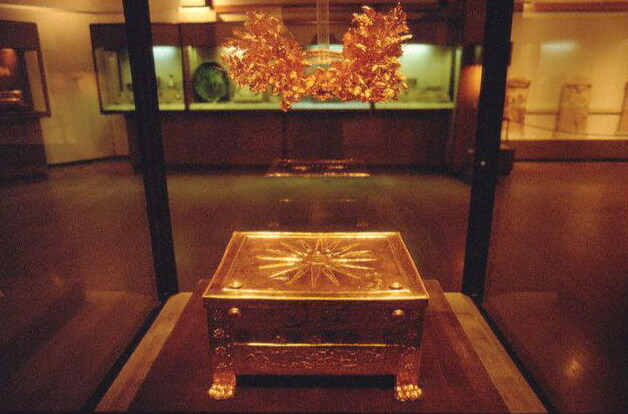
在腓力二世（約前359年–前336年）王家骨灰盒拉那克斯上裝飾著16芒光束的維吉納太陽，於古代馬其頓舊都埃格王室陵墓出土，今維爾吉納

在腓力二世統治之前，唯一文字記載的政體就是君主制政府。馬其頓政府的首腦是馬其頓國王巴西琉斯。至少從腓力二世統治時期開始到希臘化時期，由國王身邊的近身護衛官、貴族夥友或王家好友等組成一個決策圈小團體，他們作為國王的助手，協助管理整個王國，國王並透過王室監察官來監管地方自治政府。1931年學者弗里德里希·格拉尼埃（Friedrich Granier）首度提出，認為腓力二世統治的馬其頓王國是一個有憲法政府，其法律賦予某些群體權利和習慣特權，特別是公民士兵。僅管軍隊據稱有權指定新國王人選，以及判決叛國案件，但這些大部分證據卻源於亞歷山大大帝統治時期。沒有證據顯示各團體與國王間有明確的權力共享，也沒有證據顯示他們之間有一個正式的憲法框架來作為法律基礎。彼得羅·德·弗朗西里首度駁斥這個觀點，並進一步說明馬其頓王國政府是一個獨裁的君主來統治運行，而學術界目前還未能解決這個王權和管理形式的議題爭端。

### 國王與王權

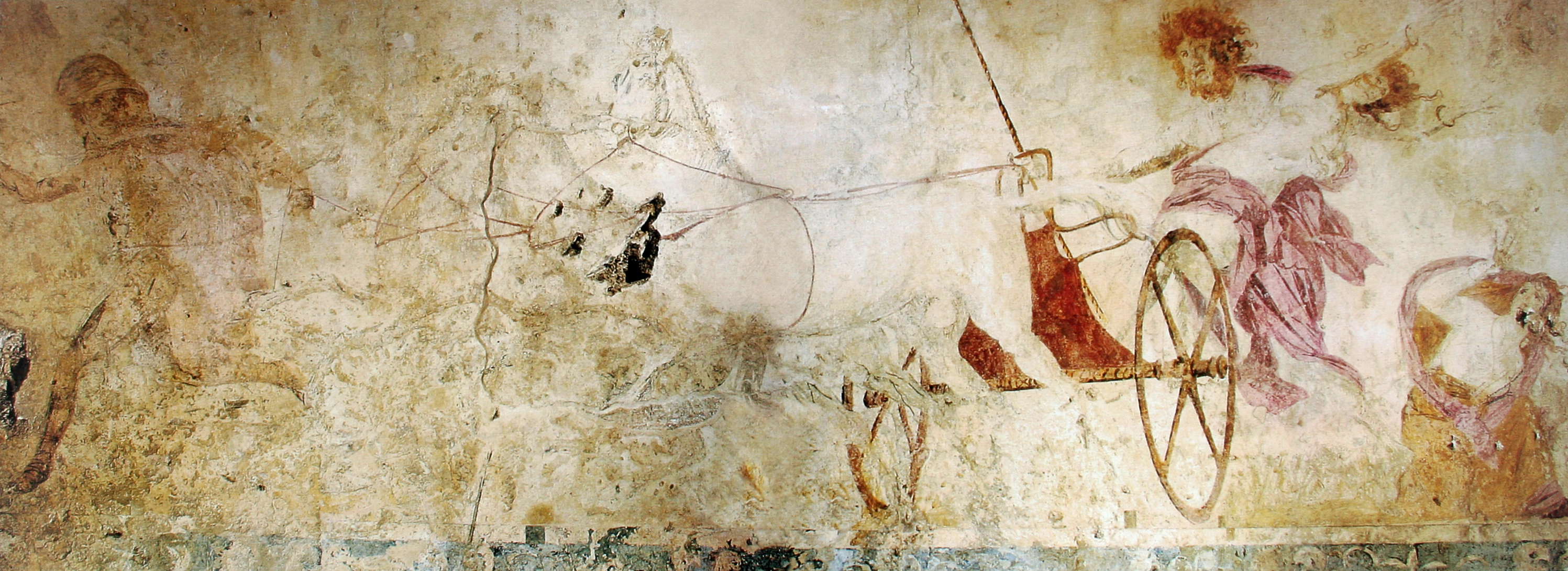
黑帝斯綁架波瑟芬妮，於希臘境內馬其頓地區維爾吉納一座小型馬其頓王家陵墓中的濕壁畫，約前340年左右

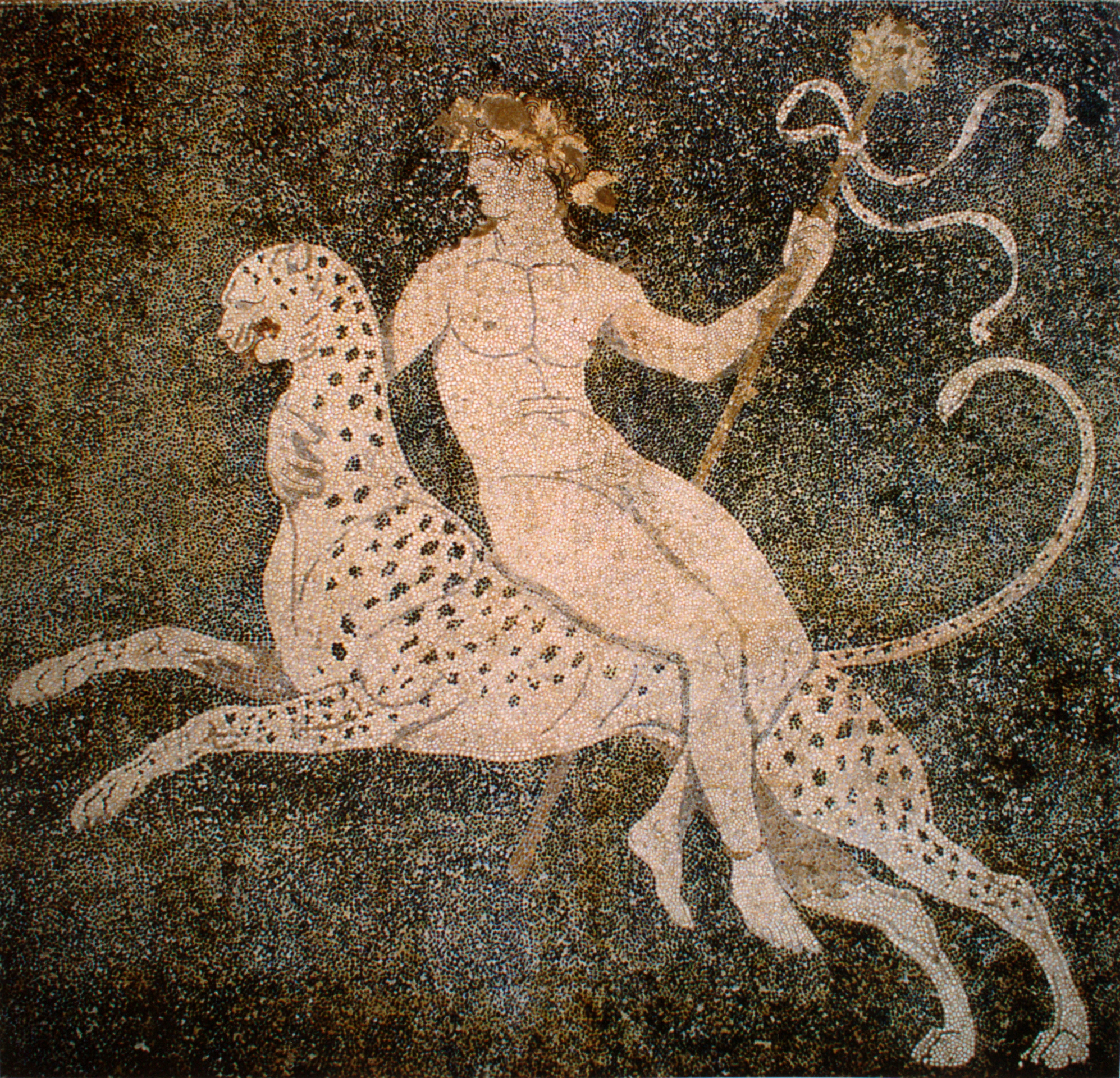
神祇戴歐尼修斯騎著獵豹，出於希臘佩拉「戴歐尼修斯之家」中的馬賽克地板畫，約前330—前330年間

馬其頓的世襲君主制至少從希臘古風時期就存在了，它可能是從部落制度演變而來，因其荷馬式貴族體制有一些對應，它可能起源於邁錫尼時期的希臘。修昔底德提到在古代馬其頓境內各部都有自己的小國王，最終下馬其頓各部在某一位偉大的阿吉德王朝先王領導下合併，這位國王並讓上馬其頓各小王從屬於自己的霸權。馬其頓阿吉德王朝從佩爾狄卡斯一世統治開始，一直持續到亞歷山大四世為止，後於希臘化時期先後被安提帕特王朝、安提柯王朝取代。王位繼承上，原先的「父死子繼」繼承順位在前396年因國王奧雷斯特斯被刺殺而打斷，宗室埃洛普斯二世兼攝政刺殺了他並奪取了王位，在這之後關於王位繼承制度是否依舊延續長子繼承制傳統，還是由全軍集會依據憲法推舉新的國王，這點模糊不清而有爭議。同時也不清楚某些王子的繼承合法性是否因生母地位高低而影響其繼承順序，如阿奇拉一世他是佩爾狄卡斯二世與女奴所生，他殺了父親已指定為王位繼承人的弟弟並篡奪了王位。
史書顯示，在腓力二世之前的馬其頓國王在外交上具有接待外國外交官、與外交勢力進行談判如同盟、主導王國外交政策等權責。在希臘城邦們於前480年薩拉米斯戰役大勝後，波斯將軍馬鐸尼斯讓馬其頓國王亞歷山大一世作為波斯特使前往雅典，去協商阿契美尼德帝國與古雅典之間的聯盟。波斯因為考量他與波斯貴族的聯姻，以及馬其頓之前與雅典城邦有建立正式官方關係，而選擇派遣亞歷山大一世為特使。 由於擁有包括黃金、白銀、木材和王家土地在內的自然資源，早期馬其頓國王有足夠資金準備令人印象深刻的禮物，透過結交或賄賂國內外各方勢力要人。
對於古代馬其頓的司法機構了解甚少，只知道國王兼具王國首席法官之權責。馬其頓國王也是軍隊的最高統帥，早期王國歷史為例，如波希戰爭中亞歷山大一世不僅承擔了最高統帥權責，同樣在前432年波蒂迪亞城邦也曾推舉佩爾狄卡斯二世作為他們的統帥，於波蒂迪亞戰役中抵抗領導提洛同盟的雅典人。國王除了因擔任馬其頓軍隊最高統帥而被受尊重外，還需充為國家大祭司，如腓力二世每天進行虔誠的祭祀和奉獻祭品並主持宗教祭典，而受到國民高度評價。到了亞歷山大大帝之時，他起初在各方面也延續父親的措施，如分配土地和贈送禮物給忠心的貴族，與臣下的態度親近且尊重。然而隨著他和他的遠征軍深入波斯帝國腹地，讓他受到東方波斯王權思想影響，所為逐漸「東方化」，他引進波斯宮廷跪拜的服從禮，如學者卡洛·J·金就認為他已成為高高在上的「主宰者」，與馬其頓國王與臣下傳統對等的戰友關係不同。然而相比亞歷山大東征後大力推廣波斯宮廷類似制度，其父腓力二世時期的馬其頓宮廷本身就受到不少波斯帝國體制的影響，如王家秘書處、王家文檔處、王家見習侍從還有王座等設置，但當前學術界對於腓力二世宮廷機制受到波斯人的影響程度還有一些學術爭議存在。

### 決策核心與夥友
馬其頓的決策核心主要環繞在國王和其周邊的夥友們，如貴族夥友或王家親衛隊成員。王家親衛隊是在宮廷和戰場上是最接近國王的成員，他們主要由近身護衛官和持盾衛隊阿格瑪團、王家見習侍從組成。近身護衛官他們不僅要護衛國王的安全，也為他諮詢各種事務，並受王命安排擔任各種職位，他們可以下放地方成為總督，也可以受命單獨領軍獨立作戰。近身護衛官人數約在7～8名，在軍隊中位階相當高，地位等同於將軍，因為職位是如此重要，通常國王會讓最信任心腹和親信去擔任，如亞歷山大大地即位國王後不久就讓他最親近的心腹赫費斯提翁擔任，並把近身護衛官腓力二世時的舊臣逐年替換成自己的親信佩爾狄卡斯、托勒密等人。
夥友（hetairoi），或安提柯時期稱呼為王室好友（Philoi），他們在馬其頓指國王的伴侍兼近臣，他們與國王有深厚交情並深受信任，他們的群體也比近身護衛官還多許多。在軍事上他們原先是國王的親衛隊，如貴族的騎兵夥友和步兵夥友。在腓力二世時期重新把上馬其頓統一，並讓上馬其頓貴族和一些有才幹的希臘人納入原先夥友圈之中。此外腓力開始擴編全軍並讓「夥友」稱呼的部隊擴大，到了亞歷山大大帝時馬其頓全軍的騎兵和步兵都被冠上「夥友」的頭銜，成為平民組成的夥友騎兵和步兵夥友，為軍事作戰單位。原先的貴族騎兵夥友成為夥友騎兵下轄的王家夥友團，貴族步兵夥友成為持盾衛隊下轄的王家持盾衛隊，同樣保持著傳統「夥友」身為近臣協助國王的功能。一旦國王需要諮詢或決策時，一些較受信任且地位高夥友們如近身護衛官等，便會與國王一同組成小團體開會，由夥友們會提出建議或相關意見，由國王進行最終決策之用。
王家親衛隊中還有持盾衛隊的阿格瑪團，又稱王家持盾衛隊，人數約數百來人，他們由貴族所組成精銳部隊。王家持盾衛隊他們是較低階的禁衛軍官團，在後來的繼業者王國之中仍持續存在，安提柯王朝時期持盾衛隊同樣也要保護國王，在腓力五世時訂立的安菲波利斯軍事規範中，提到當國王準備野營時，持盾衛隊要立即為國王和他的從員設立營帳。持盾衛隊也需執行國王的命令，如庫諾斯克法萊戰敗後，腓力五世派一位持盾衛隊成員去拉里薩燒毀國家文件檔案。因為王家持盾衛隊人數較少，不僅要在戰場上保衛國王的安危，他們也與近身護衛官、夥友構成國王的決策圈。到了希臘化時期，持盾衛隊他們的頭銜和職位更多地是貴族之間的榮譽銜，也許可用來平息貴族之間摩擦之用。

### 王家見習侍從

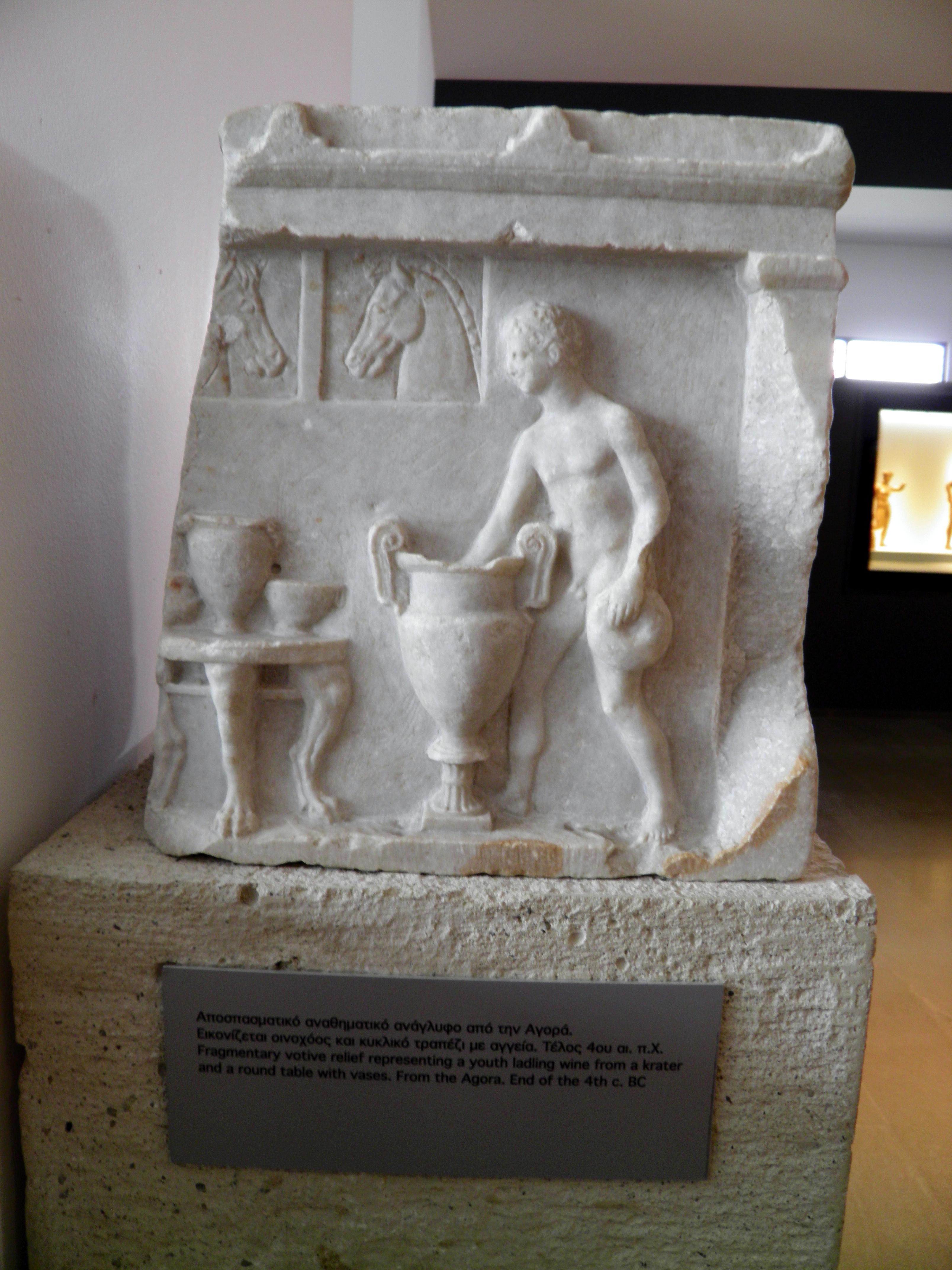
前四世紀末一份祭祀奉獻物浮雕上的殘跡，顯示一位年輕人拿著湯勺從一尊古希臘調酒爵舀出葡萄酒到身旁圓桌上酒瓶之場景，出土於佩拉的阿哥拉。今收藏於佩拉考古博物館

王家見習侍從並不算夥友的決策圈內，他們是由貴族家庭徵召而來的年輕人和青少年男孩所組成，儘管在明確史料證據上他們出現在亞歷山大大帝統治時期的馬其頓宮廷中，但這制度很可能從腓力二世統治時期就開始執行並為馬其頓王室服務。王家見習侍從並沒有直接參與上級政治之中，他們被徵召入馬其頓宮廷，作為攏絡地方貴族以及為質之用，他們將在宮廷中培養效忠王室並在為國王服務時觀摩如何管理這個國家，培養成未來王國的棟梁。當經過一段時間的培養和受訓，王家見習侍從將依過往表現成為國王的夥友、近衛或是高級軍官。在這段見習時期，見習侍從的任務為協助護衛國王的安危和日常服侍國王，在國王睡覺時他們受命保護國王，並為他準備馬匹和幫助他上馬，陪伴他參與王家狩獵活動，並在王室酒會中為國王和廷臣服務。雖然貴族子弟被徵召進入宮廷成為見習侍從後，會期待日後自己未來在王國上的發展，可能成為享有聲望的宮廷重臣或大將，或是下放地方當上總督職位，但他們也可以被視為被王家扣押的人質，以確保其貴族父親的忠誠和對王室的服從。馬其頓國王曾經發生對年輕的見習侍從施行過度懲罰和虐待例如鞭笞，導致激發對王室的陰謀和謀反。甚至王家見習侍從也曾經與高級廷臣衍生出同性戀關係，有時也是如此與國王發生同性戀關係。儘管在整個安提柯王朝時期幾乎沒有王家見習侍從的證據，但在前168年彼得那戰役被羅馬人擊敗後，有一群侍從就與馬其頓國王的珀爾修斯一起逃往薩莫色雷斯而被人所知。

### 全軍大會

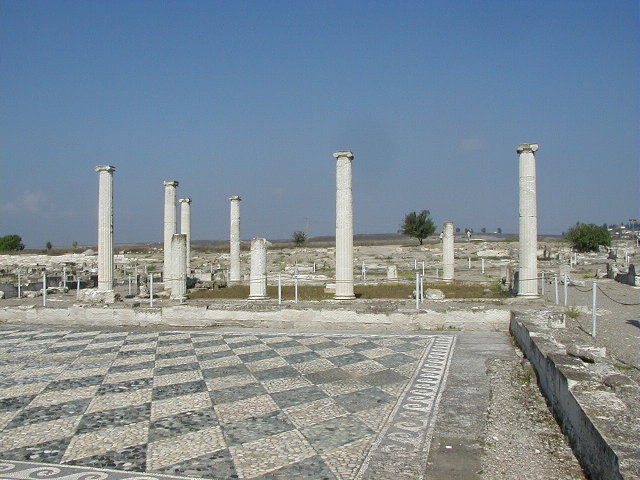
馬其頓國都佩拉的希臘式中庭 (建築)，地上用鵝卵石馬賽克鑲嵌裝飾

馬其頓王國似乎缺少各區代表並定期召開的公議會，這與南方的希臘民主制的邦聯不同，因此古希臘歷史學家波利比烏斯曾強調民主制就是擁有公議會。因為馬其頓國王和其周圍的夥友，某種程度上取代了公議會決策和執行的功能。少量證據顯示古代馬其頓王國存在戰時的全軍大會和和平時期的馬其頓人大會，尤其是軍隊召開的全軍大會較為重要。最早的證據是馬其頓國王佩爾狄卡斯三世因伊利里亞戰事戰死後，腓力二世即位之初於前359年召開一連串公民大會並發表演說，來提升軍民的士氣。大會上成員有權自由表達自己的想法，儘管沒有證據表明他們會透過投票來決定國家事務，或是國王有無義務去施行他們的決議，但很明顯國王在偶爾某些場合會受到壓力去執行。很顯然大會其中一項權責就是賦予了對叛國罪案件的審判和量刑，例如國王亞歷山大大帝曾在全軍大會中充任公訴人角色，最終將三名涉嫌密謀暗殺腓力二世的同謀定罪，而其他許多人則被無罪釋放。但是，並沒有足夠的證據可以下個結論來說明大會是否經常或定期召開，或者有一個憲法來明確這個體制，或著其決議確保會被國王持續遵守。當亞歷山大大帝突然去世，並沒有留下一個明顯的王位繼承者時，其夥友們便立即在巴比倫召開全軍大會來確保王位繼承和職位權力分配，會中馬其頓士兵們用鼓噪和歡呼來表達他們的大眾意見。最終這場會議儘管夥友們和高級將領們反對腓力三世，但士兵們還是透過歡呼來通過這項決議，擁立他為新的馬其頓國王。然而，這些士兵很容易受其高級軍官來影響其意見，如繼業者戰爭期間因為繼業者之間互相競爭，各自在自己的軍隊中召開全軍大會來獲得合法性，使得亞歷山大所建立的帝國很快就四分五裂。如繼業者安提柯在泰爾召開全軍大會，在大會中他被手下舉為「攝政」來討伐合法的攝政卡山德。在前306年，安提柯在薩拉米斯海戰大勝後，透過全軍大會讓自己登上馬其頓「國王」之位，建立安提柯王朝。除此之外，軍隊還可透過鼓譟和暴動來達到其政治目的，如攝政佩爾狄卡斯為了阻止王室庫娜涅之女歐律狄刻嫁給國王腓力三世而殺了庫娜涅，軍隊因而擅殺王室一事而暴動，來確保這場婚姻可以執行。

### 監察官和地方政府

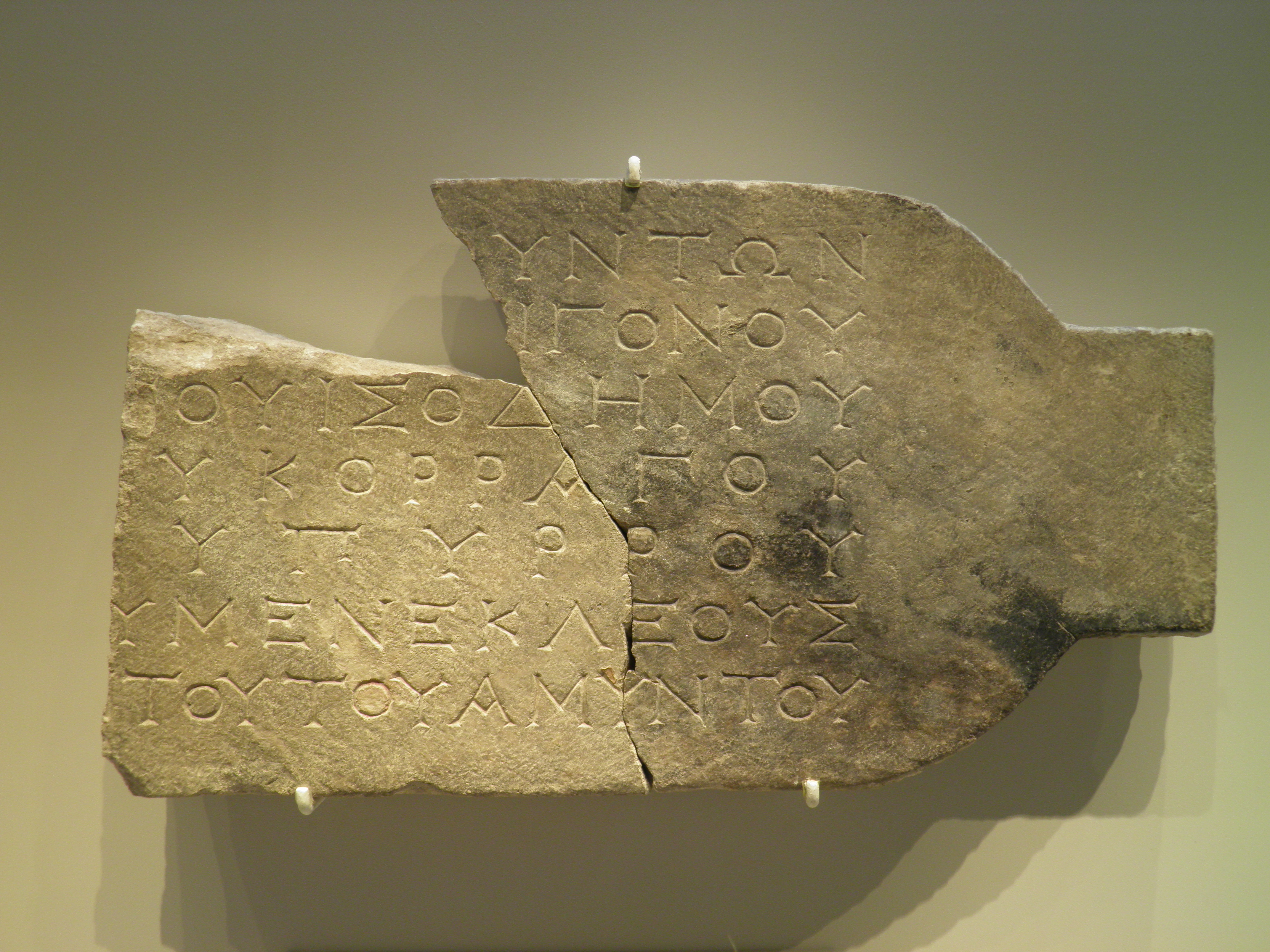
前二世紀的石刻文殘跡上提到六座城市的城市長官名字。今收藏於佩拉考古博物館

希臘化安提柯王朝時的碑文證據顯示，馬其頓王國依靠各地區各式地方官員來治理國家事務，其中如四個聯邦的長官統帥（strategos）負責，以及在這之下更小的自治城市的政府官員，如馬其頓城市的城市長官或希臘城市民選的執政官等政務官負責。學者卡洛·J·金（Carol J. King）認為這些人儘管是當地的有力人士或在地方政府中極具影響力，但他們的力量無法與馬其頓國王的權勢或與其統治力量相提並論。馬其頓國王間接管理地方，他透過「城市監察官」來監督該城的自治政府長官施政，城市監察官負責代表王室監察地方，是中央與地方自治政府的橋梁。這些「城市監察官」在地方政府地位崇高，儘管沒有直接史料來說明這些官員的晉升背景，但學者羅伯特·馬爾科姆·埃林頓相信他們是從國王的貴族夥友或王室好友中派任，他們過去可能曾經在軍隊中任職過軍官。
然而，某些馬其頓城市也具有民選自治政府的地位，如腓力二世建立的城市腓立比，就是馬其頓共同體中唯一一座「真正」擁有民選政府和公民大會的城市，反觀城市塞薩洛尼基儘管有公民集會，但實際運作上相當順從，很可能僅是擺設。一些城市擁有自己的財政，然而缺乏證據顯示該收入是稅收收入還是王室的中央撥款。對於其他城市，馬其頓國王和其中央政府嚴格控制其城市財政，尤其是該市的神廟和神職人員的收入。

### 從屬城邦的管理
希臘城邦雅典首次在前322年被馬其頓安提帕特征服，馬其頓給雅典強加建立寡頭政權，這些寡頭們由城邦富有的資產階級成員組成，他們參政的資格取決於他們的財產價值高低。之後希臘化時期早期，雅典屢次從馬其頓獨立又被降伏，使得雅典的民主制度曾三次恢復，又反覆被馬其頓重建寡頭政權。然而，其他城邦的處理方式各有不同，一些城邦被允許擁有更大程度的自治。如前357年腓力二世征服安菲波利斯時，這座城市被允許保留它的民主制度，以及其憲法、公民大會和議事會，保留每年選舉新官員制度。但城市內需派駐一支馬其頓的駐軍，並且派遣一位馬其頓「城市監察官」（epistates）來代表王室監看城市施政。

## 共同體與外交
透過一些前三世紀碑文的研究，馬其頓境內城市與外國關係是透過共同體的中央聯邦政府來處理，儘管馬其頓城市是用自己城市的名義來參加泛希臘節日與活動，但涉及授與庇護的特權給非本國城市時，如授與保證不侵犯、外交特權、聖殿不可侵犯和庇護權，是直接透過國王或者共同體名義授與，如碑文顯示馬其頓共同體曾授與小亞細亞的城市基齊庫斯庇護（asylia）。同樣的，南方同時代的希臘共同體或城邦聯盟（合邦議定）的城市成員們，會遵守經由集體投票通過的聯邦的法令。
在希臘共同體之內的城市，其中央聯邦和城邦政府都有擁有權力去授與某人領事權，他們在外國服務本國公民。但在馬其頓鄰近的伊庇魯斯同盟有大量倖存證據顯示，「授與領事權」是該同盟唯一屬於聯邦政府的專有權利，然而一些小量證據也顯示馬其頓共同體有類似的安排，而一些與馬其頓王國同盟的城邦以及不屬於馬其頓境內的城市，他們仍可以授與自身的領事權。因為馬其頓共同體領導人是馬其頓國王，其他希臘的共同體也推舉馬其頓國王為自己共同體領導，藉此與馬其頓共同體形成共主邦聯的同盟關係，如色薩利同盟就先後推舉腓力二世和亞歷山大大帝為同盟領導人（執政官）。其他希臘共同體也透過馬其頓國王簽訂條約，與馬其頓王國建立各種關係，如克里特同盟先後與德米特里二世和安提柯三世簽訂合約，雇傭克里特傭兵進入馬其頓軍隊之中，或者如腓力五世被克里特同盟被授予同盟監護者（prostates）的殊榮。

## 軍隊
因為馬其頓國王之合法性很大的一部分取決於是否能夠成功領導軍隊，而馬其頓王國決策核心圈的夥友本質上也屬於軍事團體，而具有公民集會性質的全軍大會更是屬於全體馬其頓籍士兵，因此整個王國中央政府很大的程度建構在軍隊體系之上。

### 早期馬其頓軍隊
在早期的馬其頓軍隊主要由貴族的騎兵夥友和步兵夥友，配上一些同盟部隊、平民徵兵、雇傭兵等補充所組成。步兵夥友的組織可能從亞歷山大一世起就存在，在前479年的普拉提亞戰役中希羅多德就在他的著作中，記述馬其頓軍作為波斯軍的從屬部隊參戰。馬其頓騎兵身著肌肉胸甲，參與伯羅奔尼撒戰爭期間（前431年–前404年）而在希臘聲名大噪，他們在戰爭期間時而在雅典陣營，時而在斯巴達陣營。馬其頓騎兵在戰場上與當地希臘步兵並肩作戰，而不是與戰力低下的馬其頓平民步兵協同，因此時的馬其頓步兵多由缺乏訓練的農夫和牧羊人徵招而來，相比騎兵多由裝備和訓練精良的貴族組成，他們渴望追求戰場上的榮譽和勝利。有一尊前四世紀早期的馬其頓步兵浮雕，他頭戴皮萊烏斯帽，手持短劍。而從阿明塔斯三世時期的卡泰里尼古墓壁畫顯示，馬其頓已經使用希臘古典重裝步兵的阿斯庇斯圓盾，明顯顯示腓力二世以前的馬其頓軍隊受到斯巴達風格的影響。學者尼古拉斯·維克多·塞昆達（Nicholas Viktor Sekunda）認為在前359年腓力二世即位之時，馬其頓野戰軍隊由10,000名步兵和600名騎兵組成，而騎兵的數量也與前五世紀的數量差不多。然而學者羅伯特·馬爾科姆·埃林頓強調，關於古代歷史學家對於古代馬其頓軍隊的數量記載，其數字都需帶有一定程度的懷疑，因為現代歷史學家幾乎沒有辦法證實它們的真實性，真實數量可能比文獻上的高或低。

### 腓力與亞歷山大時期
透過希臘式軍事操練和授予公民士兵標準化的個人軍事裝備，腓力二世成功讓馬其頓步兵從一支業餘農民徵召而來的部隊，變成一支訓練有素的常備戰鬥部隊。腓力二世步兵使用的輕盾相比傳統的阿斯庇斯圓盾它較輕也較小，具有良好的機便性，可能是腓力因為擴軍負擔而使用較便宜的軍事裝備。在改革初期，他已經為步兵裝備頭盔、脛甲和著名的薩里沙長矛，這種超長矛標誌著馬其頓方陣的問世。儘管腓力讓步兵使用較輕裝的裝備，但學者塞昆達認為隨著馬其頓國力提升，腓力最終還是讓部隊裝備較精良且較重的防具如大盾和胸甲等，因前341年狄摩西尼在《第三反腓力辭》中稱呼他們為重裝步兵，而不是中裝的輕盾兵。若以亞歷山大石棺的雕像為證據的話，可發現亞歷山大大帝的步兵裝備都是重裝步兵規格的。而學者埃林頓認為不論是一開始的腓力二世或是晚期的腓力五世之時，一般的方陣步兵並不會配上金屬打造的護胸甲，而是亞麻胸甲或是某種形式的馬其頓胸甲，相反地軍官可能才穿戴較昂貴的金屬胸甲。此時的方陣步兵還佩戴頭盔、脛甲和馬其頓園盾，除了薩里沙長矛外並且配有西福斯短劍作為副武器使用。
持盾衛隊組建腓力二世期間，這些精銳的部隊從步兵夥友中精選而出，可能早期是稱作「長槍衛隊」（doryphoroi），並持續存在於亞歷山大大帝統治期間。腓力二世也在王家親衛隊（somatophylakes）建立王家見習侍從（basilikoi paides）制度，強化王室對貴族的掌控。腓力二世的軍隊也有熟練的弓箭兵，其中有僱傭的克里特弓兵，也有一些馬其頓人組成的弓兵團。此外，不確是色雷斯人、培奧尼亞人、伊利里亞人進入馬其頓軍隊服役是否在腓力二世期間，這些人充任軍中投標的輕盾兵、或投石兵、弓兵等單位，可能透過雇傭或是與母國同盟的條約而被納入馬其頓軍隊之中。在攻城機具方面，腓力聘請色薩利的波呂伊多斯和佩拉的狄阿底斯等頂尖工程專家來研發攻城武器和投射機具的尖端科技，使投射機能投射大型弩箭。為了擴展軍資，腓力奪取了盛產金礦的克里尼德斯地區，並建立一座城市名為腓立比來控制該地。透過此地金礦，王室財庫現在可以提供足夠資金維持一支專業的常備軍開銷。國家收入的增加也使馬其頓人首次建立了一支小型海軍艦隊，其中包括三列艦。儘管腓力二世在戰場上沒有百戰百勝，但在他的努力下馬其頓軍隊成長為一支強大的軍隊，也積極向各方勢力學習軍事戰術長處，如在騎兵上向西徐亞人學習運用楔形隊型（embolon），這陣型提供騎兵更好的突破性和快速轉向性，這陣型在古典希臘時期並未受希臘騎兵所使用過。
在亞歷山大大帝統治期間，他東征時率領的夥友騎兵都是馬其頓籍，但他征服波斯帝國後開始推行民族融合政策，於夥友騎兵旗下新建一個騎兵團（hipparchia，人數約在五百人上下）都由波斯貴族組成。當初率軍東征亞細亞之時，亞歷山大帶走了1,800名馬其頓騎兵、1,800 名色薩利騎兵、600名希臘同盟騎兵、和培奧尼亞人和色雷斯人一同組成的900名前哨騎兵。儘管如此並不是代表馬其頓的戰力都被派往東方，當前323年拉米亞戰爭爆發之時，留守馬其頓本土的安提帕特仍可以快速動員600名馬其頓本地騎兵去作戰。步兵方面，除了由全部馬其頓士兵挑選出的精銳被編為持盾衛隊，同時還有一支約數百名貴族所編的精銳「王家持盾衛隊」來保衛國王平時和戰時的安危，這支部隊又被稱為「持盾衛隊的阿格瑪」，「阿格瑪」為精銳之意。當亞歷山大率軍進入印度之後，持盾衛隊因為換上鍍銀的盾牌，而有了銀盾兵的綽號。整體而言，亞歷山大的東征軍出發之時有12,000名馬其頓步兵，其中由3,000持盾衛隊和9,000名步兵夥友所組成。亞歷山大大帝也持續使用克利特弓兵，但一些記載也清楚說明同時也有一支馬其頓弓兵存在，在高加米拉戰役之後東方弓兵被招募至遠征軍中，人數擴編為千人隊（chiliarch）。

### 安提柯王朝時期

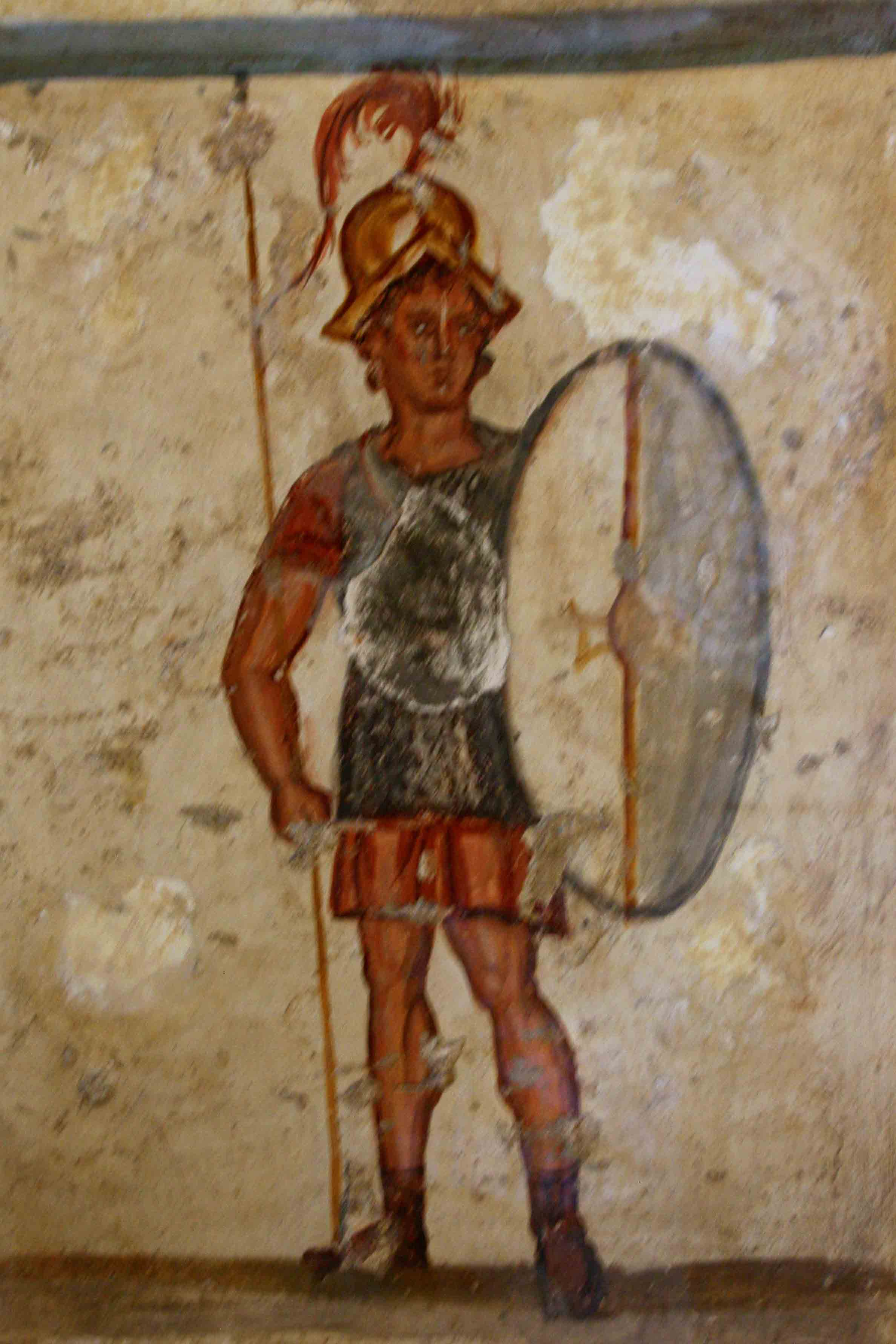
前三世紀希臘化式胸甲槍兵的士兵壁畫，該士兵身穿由鎖子甲製備的胸甲，並手持橢圓形門盾，今收藏於伊斯坦堡考古博物館

進入安提柯王朝時期後馬其頓軍隊繼續發展。在這個期間，不清楚近身護衛官是否人數如亞歷山大大帝時期那樣還是約為7至8名，而「持盾衛隊」一詞似乎不再是戰術單位，而是協助一小群禁衛軍官團，協助近身護衛官處理國王的安危和任務。在前197年庫諾斯克法萊戰役中，馬其頓軍隊在野戰中可以佈署16,000名重裝方陣兵，而在前219年的同盟者戰爭期間，腓力五世在戰場有800名馬其頓騎兵，其中400名騎兵是王家中隊，為「聖隊」（拉丁語：sacra ala；希臘語：hiera ile），這人數與亞歷山大大帝的夥友騎兵中的王家中隊人數差不多。從古羅馬歷史學家李維有關前171年卡利基努斯戰役和前168年彼得那戰役的記載，這時候的馬其頓騎兵在組織上傳承自亞歷山大時期。在卡利基努斯戰役前馬其頓騎兵總數可能是3,000人，戰場上除了正規騎兵外，還有王家騎兵，國王近衛隊「聖隊」與王家騎兵的關係不明。前四世紀的馬其頓騎兵作戰時時不攜帶盾牌的，但從高盧入侵巴爾幹定居於小亞細亞的加拉太地區後，收到此事件的影響，馬其頓騎兵開始使用圓盾作戰。

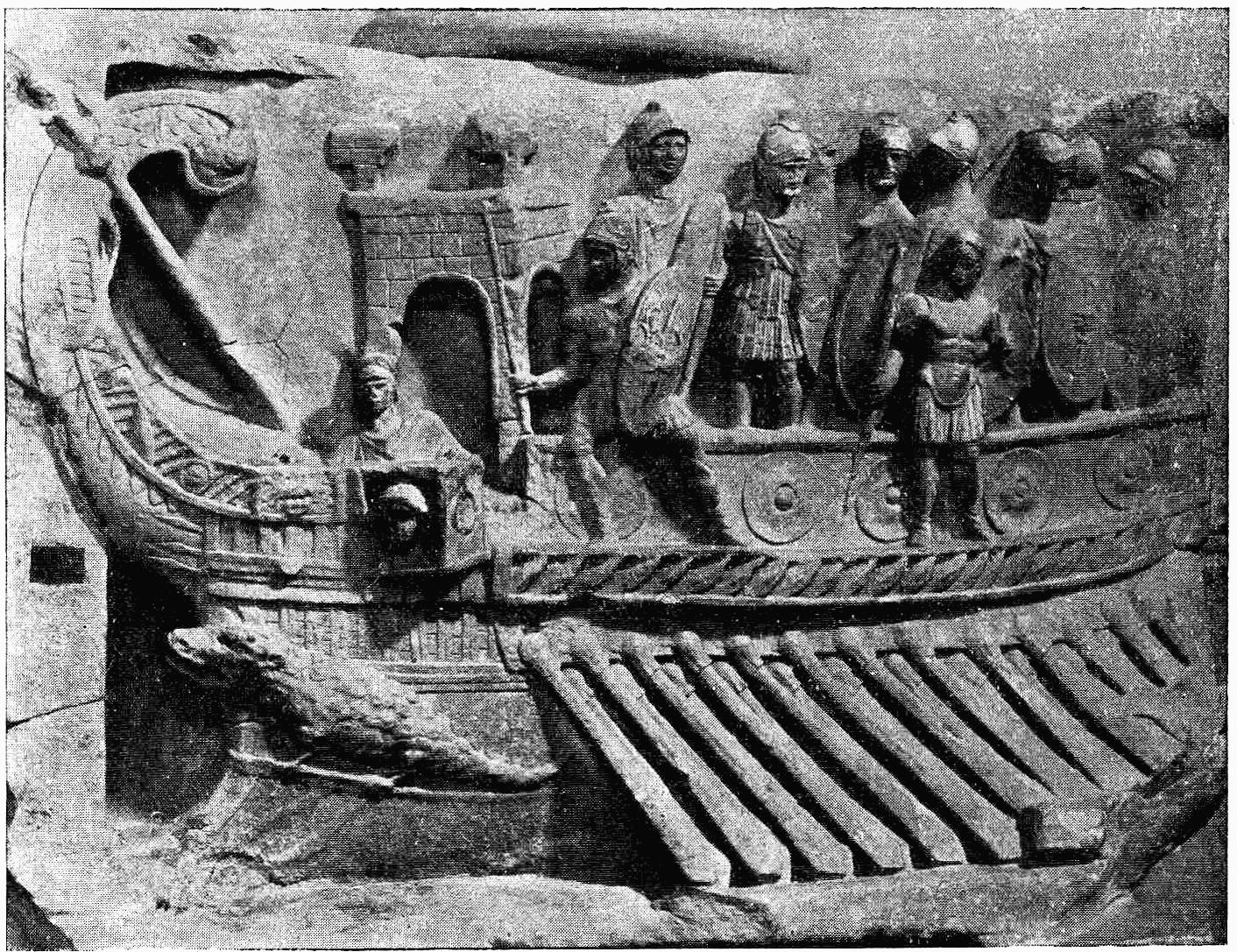
在帕萊斯特里納的福圖納神廟浮雕上雕塑著一艘羅馬海軍的羅馬海軍雙層槳座戰船場景，大約成於前120年左右。今屬於梵蒂岡博物館

歸功於前218年安菲波利斯和前181年格萊亞（Greia）的兩塊銘文出土，使歷史學者們可以部份了解當時腓力五世對於馬其頓軍隊其組織的相關軍事規範，如當時的部隊內部還有行政文員（grammateis）來負責軍中行政事務。至少從安提柯三世時期開始，安提柯時期最精銳、最善戰的馬其頓步兵部隊是輕盾衛隊，他們可投持標槍、短劍作戰，並使用比馬其頓方陣更小的青銅盾牌輕盾，這讓他們的裝備重量更輕，機動性更強。甚至他們有時還可以使用薩里沙長矛，來組成馬其頓方陣作戰。關於輕盾衛隊的人數，因為文獻中所提到的人數隨時間而有所變化，但最多人數不超過5,000人，記載於同盟者戰爭期間的前219年。其中約有2,000名士兵屬於精銳的阿格瑪，其他普通的輕盾衛隊士兵約有3,000名，通常在大會戰中佈署於重裝方陣側翼。而重裝的方陣步兵方面，馬其頓重裝步兵由銅盾兵和白盾兵兩個兵團組成，直到前168年王國滅亡為止。

### 海軍
至從腓力二世開始，後續的馬其頓諸王持續對海軍進行投資並擴建。馬其頓國王卡山德在彼得那時有著一支小艦隊，德米特里一世不僅率先開啟希臘化巨艦時代，還建造一支大艦隊。在德米特里敗亡後其子安提柯二世依靠艦隊保住希臘軍事要地德米特里阿斯、哈爾基斯、比雷埃夫斯、科林斯等地的統治，並以此為基地來競爭馬其頓王位。馬其頓艦隊在克里莫尼迪茲戰爭期間（前267年–前261年）經歷擴軍，而有能力在前255年科斯島戰役和約前245年安德羅斯戰役擊敗托勒密埃及海軍，使馬其頓的影響力擴展到基克拉澤斯群島。安提柯三世靠著艦隊入侵卡里亞，後來的腓力五世在前201年希俄斯島戰役擁有200艘戰船，儘管其中一些是從托勒密海軍繳獲的。馬其頓在第二次馬其頓戰爭敗於羅馬共和國後，在前197年的和約中海軍被迫僅能保留6艘軍艦，但國王珀爾修斯在前171年第三次馬其頓戰爭爆發後，快速下水了多艘列姆波斯戰船來進行戰爭。

## 財政

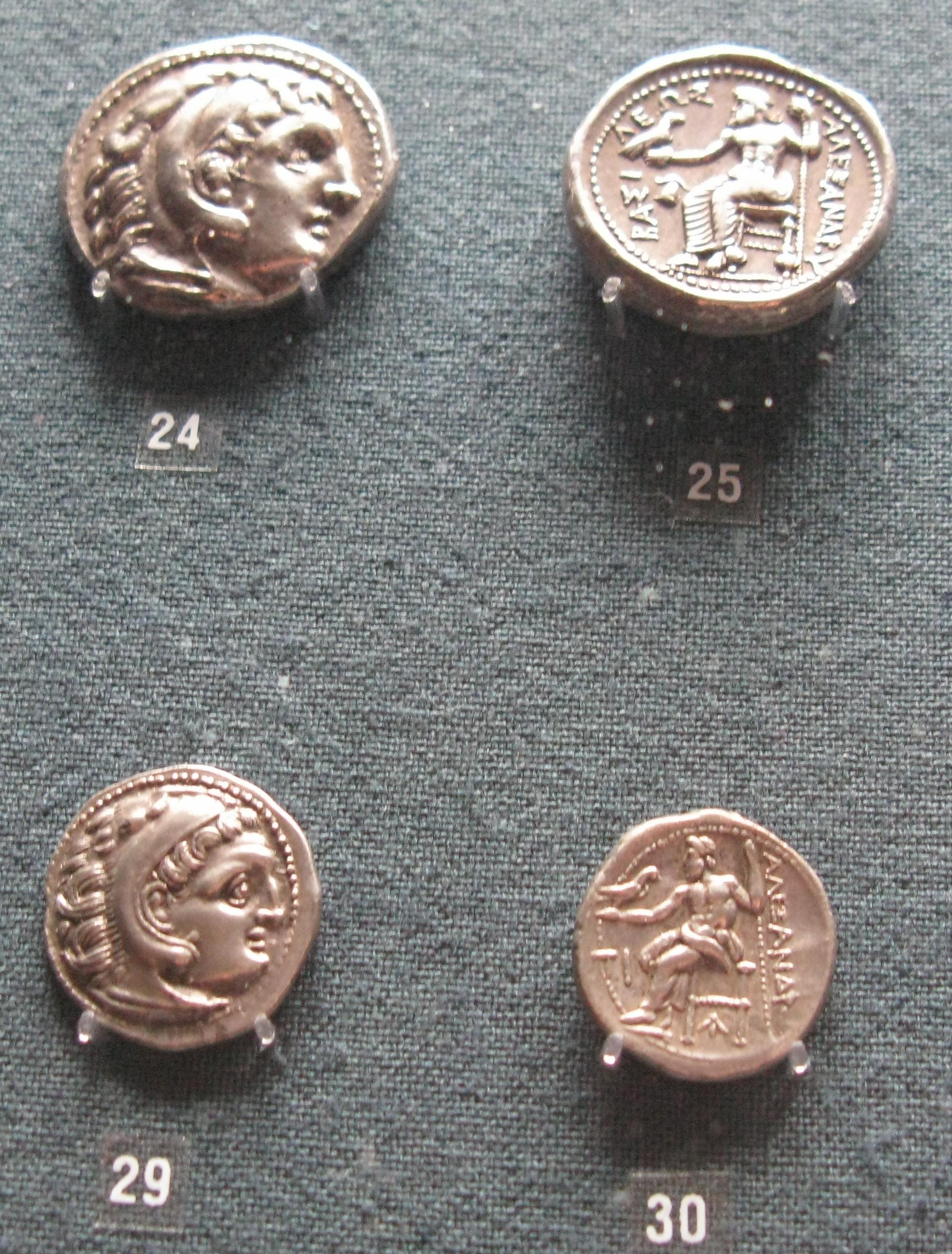
亞歷山大大帝在位期間發行的四德拉克馬（上）和德拉克馬（下），現收藏於雅典貨幣博物館

馬其頓王家和中央政府藉由耕地農業生產、森林伐木和港口進出口關稅的各項稅收來獲取財政收入。對於屬於馬其頓國家的礦山、矮林、農田和森林等天然資源國王擁有開發的權力，而國王也擁有權力把這些資產賞賜給或租給貴族成員如夥友和王家好友等。馬其頓王國至少從阿明塔斯三世統治時期就開始對海港的貨物徵收關稅，托名「亞里斯多德」的《经济学》（Oikonomika）就提到卡利斯特拉圖斯如何幫助馬其頓國王佩爾狄卡斯三世把每年稅收提升兩倍，其中就是靠著把海關關稅從20提高到40塔蘭同。

### 造幣廠
作為支付皇室開支的一種手段，馬其頓王國在亞歷山大一世統治時期開始發行銀幣。阿奇拉一世在位時增加了自己銀幣的銀含量，來促使錢幣經濟增進國內和國際商業貿易，同時他也發行低面額的銅幣來促進民間日常交易。馬其頓人是最早為國內和國外流通發行不同貨幣系統的國家，這種複雜的方法展現古代精算的貨幣體系。在腓力二世期間，為了有更適當的方法給予馬其頓軍隊的士兵軍餉，而不是給他們發戰利品，此時的銀幣發行大量增加，尤其是在馬其頓王國佔領潘蓋翁山金礦，王國財政大大好轉之後。在希臘化時期，馬其頓王國、托勒密埃及、帕加馬王國對於造幣權採取國家政府完全控制的政策，並主要用在軍事方面開銷。到了亞歷山大大帝東征之後，東起馬其頓，西至巴比倫，共分布將近三十餘座造幣廠來生產款式相似的錢幣。到了後期，造幣權改由中央和地方城市自治政府共享，如馬其頓共同體境內的塞薩洛尼基、佩拉、安菲波利斯等城市可生產自己的錢幣。
在前168年彼得那戰役馬其頓國王珀爾修斯戰敗亡國，羅馬元老院在馬其頓舊土上以共同體原有行政區為基礎，廢除了王室並建立四個互不隸屬的共和制聯邦，作為自己的從屬國。羅馬人禁止馬其頓人開採境內的金礦和銀礦，僅開放一些鐵礦和銅礦，嚴格控制馬其頓人的經濟。古羅馬歷史學家李維和古希臘歷史學家西西里的狄奧多羅斯認為羅馬人的禁令是為了防止馬其頓人可透過金、銀礦來獲取金錢，防止馬其頓軍隊重建後會反抗羅馬統治。羅馬人也有可能擔心因馬其頓銀礦開採太快，增加貨幣供應而導致通貨膨脹。儘管羅馬有嚴令禁止，但馬其頓人在前167年以後仍有鑄造銀幣的跡象，而當羅馬人在前158年廢除馬其頓銀礦開采的禁令，這可能是反映於真實的實際狀況，只是讓當地的這種非法行為合法化。馬其頓人持續造幣，最終因安德里斯庫斯試圖重建王國失敗，馬其頓在前146年以後被併入羅馬共和國之中，成為羅馬行省之中的馬其頓行省為止。

## 註腳
1. ↑  Bringmann 2007，第99–100頁; Eckstein 2010，第245頁; Errington 1990，第216–217頁; 對於詳細內容參見Hatzopoulos 1996，第43–46頁
2. ↑  Bringmann 2007，第104–105頁; Eckstein 2010，第247–248頁; Errington 1990，第203–205, 216–217頁.
3. 1 2 3 4  King 2010，第373頁
4. ↑  King 2010，第373–374頁.
5. 1 2 3  King 2010，第374頁.
6. ↑  Hammond & Walbank 2001，第12–13頁.
7. ↑  Sekunda 2010，第446–447頁.
8. ↑  Errington 1990，第175頁.
9. ↑  Panagopoulou 2019，第371頁.
10. ↑  Panagopoulou 2019，第364頁.
11. ↑  King 2010，第261頁.
12. ↑  Errington 1990，第120頁.
13. ↑  King 2010，第375頁
14. ↑  Errington 1990，第220–221頁.
15. ↑  Granier 1931，第4–28, 48–57頁.
16. ↑  King 2010，第374–375頁.
17. ↑  de Francisci 1948，第345–435頁.
18. ↑  King 2010，第375頁.
19. 1 2 3 4  Errington 1990，第220頁.
20. ↑  King 2010，第375–376頁.
21. 1 2  King 2010，第376頁.
22. ↑  King 2010，第376–377頁.
23. ↑  King 2010，第377頁.
24. 1 2  King 2010，第378頁.
25. ↑  King 2010，第379頁.
26. 1 2 3  Errington 1990，第222頁.
27. ↑  King 2010，第379頁.
28. ↑  Errington 1990，第221頁.
29. 1 2  King 2010，第380頁.
30. ↑  King 2010，第380頁; for further context, see Errington 1990，第220頁.
31. ↑  Olbrycht 2010，第345–346頁.
32. 1 2 3 4  King 2010，第381頁.
33. ↑  Ian Worthington. 《Ptolemy I: King and Pharaoh of Egypt》 第45頁
34. ↑  King 2010，第382頁.
35. ↑  Sawada 2010，第404頁.
36. ↑  King 2010，第382頁.
37. ↑  Connolly, 2006, p.80
38. ↑  波利比烏斯 XVIII.33.1-7
39. ↑  Sawada 2010，第403–405頁.
40. ↑  King 2010，第380–381頁.
41. ↑  Hammond & Walbank 2001，第13頁.
42. ↑  Sawada 2010，第403頁.
43. ↑  Sawada 2010，第404–405頁.
44. ↑  Sawada 2010，第405頁.
45. ↑  Sawada 2010，第405–406頁.
46. ↑  Sawada 2010，第406頁
47. 1 2  King 2010，第384頁.
48. ↑  Sawada 2010，第382–383頁.
49. ↑  Hammond & Walbank 2001，第5, 12頁.
50. ↑  King 2010，第384–389頁.
51. ↑  King 2010，第383–384頁.
52. ↑  Adams 2010，第210頁.
53. ↑  Errington 1990，第119–120頁.
54. 1 2  King 2010，第390頁.
55. ↑  Errington 1990，第230頁.
56. 1 2  Errington 1990，第231頁.
57. ↑  Errington 1990，第231–232頁.
58. ↑  Amemiya 2007，第11–12頁.
59. ↑  Amemiya 2007，第11–12頁.
60. ↑  Errington 1990，第229–230頁.
61. ↑  Hatzopoulos 1996，第365–366頁.
62. ↑  Hatzopoulos 1996，第366–367頁.
63. ↑  Hatzopoulos 1996，第366–367頁.
64. ↑  Hatzopoulos 1996，第367–369頁.
65. ↑  Hatzopoulos 1996，第368–369頁.
66. ↑  Errington 1990，第242頁.
67. ↑  Sekunda 2010，第447頁.
68. ↑  Errington 1990，第243–244頁.
69. ↑  Sekunda 2010，第447–448頁.
70. ↑  Sekunda 2010，第448–449頁.
71. ↑  Errington 1990，第238–239頁.
72. ↑  Errington 1990，第238–239; 243–244頁.
73. 1 2  Sekunda 2010，第449頁.
74. ↑  Sekunda 2010，第448–449頁.
75. ↑  Errington 1990，第239–240頁.
76. ↑  Errington 1990，第238; 247頁.
77. ↑  Sekunda 2010，第449–450頁.
78. ↑  Errington 1990，第238頁.
79. ↑  Sekunda 2010，第450頁.
80. 1 2  Errington 1990，第241頁.
81. ↑  Sekunda 2010，第450頁.
82. ↑  Errington 1990，第244頁.
83. 1 2  Sekunda 2010，第452頁.
84. 1 2  Sekunda 2010，第451頁.
85. ↑  Errington 1990，第241–242頁.
86. ↑  Errington 1990，第241–242頁.
87. 1 2 3  Sekunda 2010，第451頁.
88. ↑  Sekunda 2010，第449–451頁.
89. ↑  Errington 1990，第247–248頁.
90. ↑  Hammond & Walbank 2001，第24–26頁.
91. ↑  Sekunda 2010，第453頁.
92. 1 2  Sekunda 2010，第454頁.
93. ↑  Sekunda 2010，第455頁.
94. 1 2 3  Errington 1990，第245頁.
95. ↑  Sekunda 2010，第455–457頁.
96. ↑  Hammond & Walbank 2001，第22–23頁.
97. 1 2  Sekunda 2010，第458–459頁.
98. ↑  Sekunda 2010，第459頁.
99. ↑  Sekunda 2010，第461頁.
100. 1 2 3  Sekunda 2010，第460頁.
101. ↑  Sekunda 2010，第469頁
102. ↑  Saddington 2011，第204, Plate 12.2頁.
103. ↑  Coarelli 1987，第35–84頁.
104. ↑  Sekunda 2010，第460–461頁.
105. ↑  Errington 1990，第242–243頁.
106. ↑  Sekunda 2010，第461–462頁.
107. ↑  Sekunda 2010，第463頁.
108. ↑  Sekunda 2010，第462頁.
109. ↑  Sekunda 2010，第463–464頁.
110. ↑  Errington 1990，第247–248頁.
111. 1 2 3 4  Errington 1990，第248頁.
112. ↑  Hatzopoulos 1996，第433頁.
113. ↑  Hatzopoulos 1996，第434頁.
114. ↑  Hatzopoulos 1996，第433–434頁.
115. ↑  Roisman 2010，第163頁.
116. ↑  Roisman 2010，第156–157頁.
117. ↑  Kremydi 2011，第163頁.
118. ↑  Errington 1990，第246頁.
119. ↑  Treister 1996，第379頁.
120. ↑  Meadows 2008，第773頁.
121. ↑  Hatzopoulos 1996，第432–433頁.
122. ↑  Treister 1996，第374–375頁.
123. 1 2  Errington 1990，第223頁.
124. ↑  Treister 1996，第374頁.
125. ↑  Treister 1996，第374–375頁.
126. ↑  Treister 1996，第373–375頁.

## 外部連結
- Ancient Macedonia 的存檔，存档日期3 March 2016. at Livius （页面存档备份，存于）, by Jona Lendering
- YouTube上的Twilight of the Polis and the rise of Macedon (Philip, Demosthenes and the Fall of the Polis). Yale University courses, Lecture 24. (Introduction to Ancient Greek History)